# Magyarország Babérkoszorúja díj
A Magyarország Babérkoszorúja díj egy magyar állami díj. 1996-tól 2011-ig a Magyar Köztársaság Babérkoszorúja díj volt a neve.

## Leírása
99/1996. (VII. 10.) Korm. rendelet a Magyar Köztársaság Kiváló Művésze díj, a Magyar Köztársaság Érdemes Művésze díj, a Magyar Köztársaság Babérkoszorúja díj alapításáról.

## Díjazottak

### 1996
- Parti Nagy Lajos, író, költő
- Tandori Dezső, író

### 1997
- Bertók László, költő
- Rakovszky Zsuzsa, költő, író, műfordító

### 1998
- Bodor Ádám, író
- Spiró György, író

### 1999
- Kiss Dénes, író, költő
- Lakatos Menyhért, író

### 2000
- Gion Nándor, író[1]

### 2001
- Tornai József József Attila-díjas író, költő, műfordító
- Utassy József József Attila-díjas költő, író

### 2002
- Krasznahorkai László író
- Szepesi Attila József Attila-díjas költő

### 2003
- Kukorelly Endre, költő, író
- Takács Zsuzsa, költő, műfordító, író.

### 2004
- Márton László, író

### 2005
- Csaplár Vilmos író, megújító hangvételű prózájáért, filmforgatókönyveiért, irodalomszervező munkásságáért.
- Nádasdy Ádám költői és bátor szellemű műfordítói munkásságáért.

### 2006
- Kovács András Ferenc, költő
- Szilágyi Ákos költő, esztéta, közíró

### 2007
- Kántor Péter József Attila-díjas költő, műfordító kiemelkedő lírikusi működéséért
- Kemény István József Attila-díjas költő, író, kritikus a hagyományos gondolati költészet megidézéséért és megújításáért.

### 2008
- Balla Zsófia József Attila-díjas költő
- Kiss Anna József Attila-díjas költő

### 2009
- Darvasi László József Attila-díjas író, költő
- Tóth Krisztina József Attila-díjas költő, író

### 2010[2]
- Aczél Géza József Attila-díjas költő, irodalomtörténész
- Marno János József Attila-díjas költő
- Térey János József Attila-díjas költő, író, műfordító
- Turczi István József Attila-díjas író, költő

### 2011[3]
- Kovács István József Attila-díjas költő, műfordító, történész
- Rostás-Farkas György József Attila-díjas író, költő, újságíró
- Temesi Ferenc József Attila-díjas író, műfordító, színműíró

### 2012[4]
- Borbély Szilárd József Attila-díjas költő, a Debreceni Egyetem docense
- Kárpáti Kamil József Attila-díjas költő, író, szerkesztő
- Ladik Katalin József Attila-díjas író, költő, előadóművész

### 2013[5]
- Ács Margit József Attila-díjas író, esszé- és tanulmányíró, kritikus
- Szőcs Géza József Attila-díjas költő
- Tóth Erzsébet József Attila-díjas költő, az MMA levelező tagja

### 2014[6]
- Kiss Benedek József Attila-díjas író, műfordító
- Oláh János József Attila-díjas költő, író, szerkesztő
- Orbán János Dénes József Attila-díjas költő, író

### 2015[7]
- Ferenczes István József Attila-díjas költő, az MMA rendes tagja
- Tamás Menyhért József Attila-díjas író, költő, az MMA rendes tagja
- Zalán Tibor József Attila-díjas költő

### 2016[8]
- Farkas Árpád József Attila-díjas költő, író, az MMA rendes tagja
- Király László József Attila-díjas költő, író, műfordító az MMA rendes tagja

### 2017[9]
- Kabdebó Tamás József-Attila díjas író, költő, műfordító
- Petőcz András József Attila-díjas költő, író
- Vári Fábián László József Attila-díjas költő, műfordító, néprajzkutató

### 2018[10]
- Bartis Attila József Attila- és Márai Sándor-díjas író, fotográfus
- Böszörményi Zoltán József Attila-díjas író, költő
- Dobozi Eszter József Attila-díjas író, költő, szerkesztő

### 2019[11]
- Döbrentei Kornél József Attila-díjas író, költő, újságíró, a Magyar Művészeti Akadémia rendes tagja
- Ferdinandy György József Attila-díjas és Márai Sándor-díjas író, költő, műfordító, kritikus, a Magyar Művészeti Akadémia rendes tagja

### 2020
- Dr. Szalay Károly József Attila-díjas író, irodalomtörténész, újságíró
- Szentmártoni János József Attila-díjas költő, a Magyar Művészeti Akadémia rendes tagja

### 2021
- Bán János Herczeg Ferenc-díjas író, újságíró,
- Lackfi János József Attila-díjas költő, író, műfordító,
- Száraz Miklós György József Attila-díjas író

### 2022
- Kontra Ferenc József Attila- és Márai Sándor-díjas költő, író, műfordító, a Magyar Művészeti Akadémia rendes tagja,
- Nagy Zoltán Mihály József Attila- és Márai Sándor-díjas író, költő, a Magyar Művészeti Akadémia rendes tagja,
- Péntek Imre József Attila-díjas költő, kritikus, újságíró, szerkesztő

### 2023
- Fekete Vince József Attila-díjas költő, a Magyar Művészeti Akadémia rendes tagja,
- Lövétei Lázár László József Attila-díjas költő, műfordító, a Magyar Művészeti Akadémia levelező tagja,
- Sántha Attila József Attila-díjas költő, író, a Magyar Művészeti Akadémia levelező tagja

### 2024
- Farkas Wellmann Endre József Attila-díjas költő, a Magyar PEN Club alelnöke, a Helyőrség.ma kortárs irodalmi és művészeti portál főszerkesztője,
- Győrffy Ákos József Attila-díjas költő, esszéíró, a Magyar Írószövetség Választmányának tagja,
- Szálinger Balázs József Attila-díjas költő.

### 2025
- L. Simon László, József Attila-díjas író, költő, a Magyar Művészeti Akadémia levelező tagja, a Magyar Írószövetség Elnökségének tagja, a Magyar Nemzeti Múzeum volt főigazgatója,
- Nagy Koppány Zsolt, József Attila-díjas író, műfordító, a Magyar Művészeti Akadémia levelező tagja, a Kárpát-medencei Tehetséggondozó Nonprofit Kft. könyvkiadójának vezető szerkesztője,
- Végh Attila József Attila-díjas költő, író.